# Roland Henß
Roland Henß, auch Roland Henss und Roland Henß-Dewald (* 9. November 1952 in Bonn; † 28. Oktober 2015 in Düsseldorf) war ein deutscher Grafikdesigner, Typograf, Autor, Vertreter der Copy Art und Hochschullehrer.

## Leben und Werk

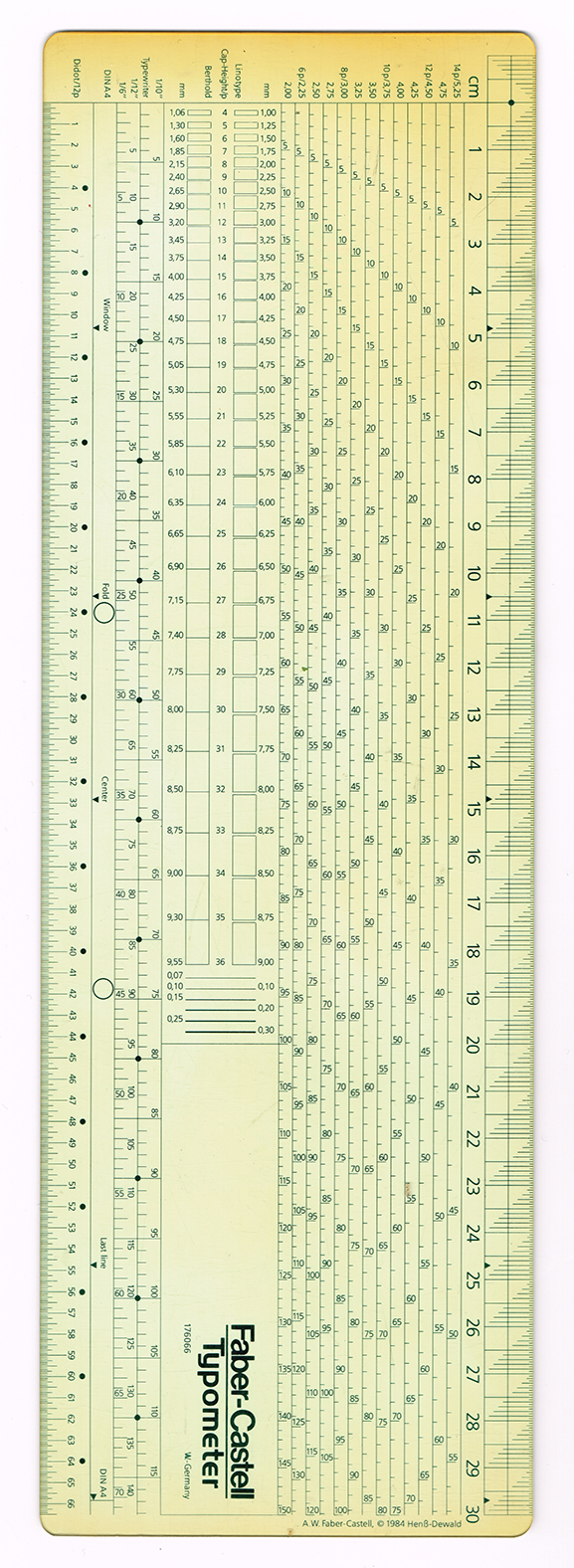
Der Typometer für Faber-Castell, Entwurf: Roland Henß-Dewald, 1984

Roland Henß studierte in den 1970er Jahren an Hochschulen in Düsseldorf, Berlin und Wuppertal Grafikdesign und Visuelle Kommunikation. Im Sommersemester 1978 legte er bei Jürgen Spohn am Fachbereich 4 der Hochschule der Künste Berlin sein Examen ab mit einer Arbeit über „Bildzeichen für die Deutsche Bundespost“.
Nach seinem Studium spezialisierte sich Roland Henß als selbständiger Designer auf die Gestaltungsbereiche Corporate Design und komplexe Kommunikations- und Zeichensysteme. Für den Spielzeughersteller Schaaf Spielzeug und für das Fachgeschäft für Naturkosmetik ohne Tierversuche Aphrodite entwarf er in den 1980er Jahren neue Gestaltungskonzepte. Bei der Literaturzeitschrift LiK arbeitete er an einigen Ausgaben mit.
1988 wurde Roland Henß zum Professor für Kommunikationsdesign am Fachbereich Design der Fachhochschule Düsseldorf (heute Hochschule Düsseldorf) berufen. Im Rahmen seiner Professur lehrte er schwerpunktmäßig das Wissen um und den Umgang mit Schrift und Typografie. In seiner Lehrveranstaltung Typografie ohne Buchstaben im Sommersemester 1992 gestaltete Juli Gudehus Die Schöpfung, eine aus Piktogrammen, Markenzeichen, Bedienungszeichen, Logos, Hinweiszeichen und Verkehrszeichen montierte und collagierte „Erzählung“ der biblischen Schöpfungsgeschichte.
1978 entwickelte Roland Henß eine neue Skaleneinteilung, anwendbar zum Beispiel für Thermometer oder Typometer. Die Ablesewerte ordnete er linear ansteigend an. Die Ablesemarken werden von 1 bis 10 stetig länger. 1984 produzierte Faber-Castell einen Typometer mit seiner Skaleneinteilung und einer Reihe weiterer Anwendungsmöglichkeiten. So eignen sich die vielen horizontalen Linien in der oberen Typometerhälfte als Anlagehilfe beim Zeichnen von Parallelen, und die Breite des Typometers (10,5 cm) ist eine Falthilfe für DIN-Formate.
Während seines Studiums in Berlin lernte Roland Henß die Copy Art kennen. Er arbeitete vorwiegend in Schwarz-Weiß mit vorgefundenem Bild- und Textmaterial. „Umgekehrt wie in der Collage neue Bezüge durch Zusammenfügen von Bildanteilen unterschiedlicher Herkunft hergestellt werden, stelle ich neue Sichten durch Auseinandernehmen her. Durch kalkulierte Kontrastverstärkung, Ausschnittbildung, Verzerrung, Typisierung und brutale Addition gleicher Elemente.“ schrieb er in einem Beitrag für Copy Europe 1990. Seine Erfahrungen und kreativen Ergebnisse mit dem Fotokopierer, wie auch Texte und Essays zur Copy Art, publizierte er in Katalogen, Zeitschriften und selbst produzierten (fotokopierten) Heften mit Ringbindung in Kleinauflagen.

## Veröffentlichungen
- Bildzeichen für die Deutsche Bundespost. Examensarbeit an der Hochschule der Künste Berlin. Selbstverlag, Wachtberg-Niederbachem 1978.
- Kreative ökonomische Design-Techniken. Kursbericht. In: OETZ Nr. 8 / Juli 1983, S. 46–47.
- (mit Harmannus Groeneveld): Zeigen, was man sagen will. Eine etwas andere Form, Entwürfe vorzustellen. In: form. Zeitschrift für Gestaltung, Heft 110, 1985, S. 17–23.
- ABCDETC! Zum ersten Wettbewerb des Forum Typografie. In: StabenBuch. Forum Typografie: Ergebnisse des Wettbewerbs ’85. Herausgegeben von Gerd Fleischmann, Forum Typografie, Essen 1986, ISBN 3-923199-01-5.
- Fächer Carl. Dokumentation 3. Bundestreffen Forum Typografie in Essen 1986.
- ZOOM-Y-CUT. In: form. Zeitschrift für Gestaltung, Heft 121, 1988.
- Hundertachtundachtzig Gestalter/-innen. Dokumentation 5. Bundestreffen Forum Typografie in Bremen 1988, Verlag Hermann Schmidt, Mainz 1989, ISBN 3-87439-185-X.
- Infusion. A student project. Totally FHuseD, or learning type by doing types. Fachhochschule Düsseldorf on experimental typography, 1991.
- Geh’n Sie doch nach drüben! Roland Henß-Dewalds Beobachtungen beim 8. Bundestreffen Forum Typografie in Berlin-Weißensee. Die Ossis hatten die Wessis zu Besuch. In: form. Zeitschrift für Gestaltung, Heft 135, 1991.
- Mit Mann und Maus. Der Grafiker Henß-Dewald über seinen neuen Piktogramm-Baukasten. Ein modulares Zeichensystem für Gestalter und Planer in Organisation und Technik. In: form. Zeitschrift für Gestaltung, Heft 136, 1991, S. 38–44.
- Typografie ohne Buchstaben. Fachbereich Design Fachhochschule Düsseldorf, Kursergebnisse Sommersemester 1992.
- Formulargestaltung. Fachbereich Design Fachhochschule Düsseldorf, Kursergebnisse Wintersemester 1994/1995.
- (Hrsg.): Poesie der Systematik – Design: Schmidt Rhen. Verlag Hermann Schmidt, Mainz 1996, ISBN 3-87439-392-5.
- Hey type, take a walk on the wild side… Fachbereich Design Fachhochschule Düsseldorf, Kursergebnisse Sommersemester 1999.
- fontgrube. Experimentelle Schriften von Studenten, Fachbereich Design Fachhochschule Düsseldorf, 1999.
- Schrift und Schmuck. Fachbereich Design Fachhochschule Düsseldorf, Kursergebnisse Wintersemester 1999/2000.
- The Architect of Signs. In: Magdalina Stancheva: Logo Book Stefan Kanchev. Janet 45 Print, Plovdiv/Bulgarien 2012, ISBN 978-954-491-823-1.

### Zur Copy Art
- Copy Art by Roland. Kopieren Kapieren. Über den kreativen Umgang mit dem Fotokopiergerät. Selbstverlag, Düsseldorf 1983.
- Copy Art. Selbstverlag, Düsseldorf 1986.
- 86 wilde Muster. Fächer mit Buchbinderschraube, Selbstverlag, Düsseldorf 1986.
- Malen mit dem Fotokopierer ist sicherlich ein kleines und unbedeutendes Gebiet. Eine Sucht, aber keine bedenkliche. In: Jürgen O. Olbrich: Copy Europe. ART Nürnberg 5, 1990, ISBN 3-9802337-0-7, S. 3
- Vorwort. In: Klaus Urbons: Copy Art. Kunst und Design mit dem Fotokopierer. DuMont Buchverlag, Köln 1991, ISBN 3-7701-2655-6, S. 7–11.

## Ausstellungen
- 1990: Copy Europe, ART Nürnberg 5